# Tomas N'evergreen
Tomas N'evergreen, född Tomas Christiansen 1969 i Århus, är en dansk sångare. Han bildar tillsammans med Chanée gruppen Chanée & N'evergreen, som bildades inför Eurovision Song Contest 2010. Duon blev fyra i Eurovision Song Contest 2010. N'evergreen har haft stora framgångar i Ryssland med flera f.d. sovjetstater med sitt debutalbum Since You've Been Gone. Han spelar även instrument som gitarr, bas, piano och trummor.